# لیلی آوسلی
لیلی آوسلی (انگلیسی: Lily Owsley؛ زادهٔ ۱۰ دسامبر ۱۹۹۴) بازیکن هاکی روی چمن اهل انگلستان است که در مسابقات کشوری و بین‌المللی در مجموع برندهٔ ۲ مدال طلا، ۱ مدال برنز شده‌است.